# Hyllisia angustata
Hyllisia angustata är en skalbaggsart som först beskrevs av Maurice Pic 1926.  Hyllisia angustata ingår i släktet Hyllisia och familjen långhorningar. Inga underarter finns listade i Catalogue of Life.